# Coryphantha
Coryphantha é um gênero botânico da família Cactaceae.

## Sinônimos
- Aulacothele Monv.
- Cumarinia Buxb.
- Glandulifera (Salm-Dyck) Fric
- Lepidocoryphantha Backeb.
- Roseia Fric

## Espécies
- Coryphantha compacta
- Coryphantha difficilis
- Coryphantha nickelsiae
- Coryphantha radians
- Coryphantha ramillosa
- Coryphantha robustispina
- Coryphantha salinensis
- etc